# HTC Gene
HTC Gene — коммуникатор компании HTC на базе процессора TI OMAP850 (200 МГц) под управлением операционной системы Windows Mobile. Модель выпускалась в двух версиях:
- HTC P3400 (Microsoft Windows Mobile 5.0);
- HTC P3400i (Microsoft Windows Mobile 6).

## Возможности
Есть диктофон, игры, поддерживаются файлы Microsoft Office. Доступ в интернет осуществляется через GPRS и EDGE, есть POP/SMTP клиент. Возможна отправка MMS-сообщений. Также в устройстве присутствует Adobe Reader LE, программа для просмотра PDF-документов.

## Комплектация
- Смартфон
- Аккумулятор
- Инструкция
- Зарядное устройство
- Диск с ПО
- Кабель Mini-USB
- Стереогарнитура
- Чехол на пояс